# Bester Bube
Bester Bube, auch Fiefkort mit 'n besten Buren, ist ein historisches deutsches Kartenspiel für 3–6 Spieler, das mit den Piquet-Karten gespielt wurde. Es gehört zur Rams-Gruppe, bei denen die Spieler aus dem aktuellen Spiel aussteigen können, wenn sie glauben, keine Stiche oder eine Mindestanzahl an Stichen zu gewinnen. Es könnte ein Vorläufer von Five-Card Loo sein.

## Namen
Das Spiel hat verschiedene dialektische Namen, unter denen einige nach der obersten Karte, der „beste Bauer“, benannt sind; dazu gehören Bester Bube oder Bester Bauer (Hochdeutsch); Bester Buern oder Bester Buur (Hamburg); Bester Buur (holsteinisch) oder Beste Boer(en) (niederländisch).
In der Literatur wird es oft mit einem Spiel gleichgesetzt, dessen Name „Fünf Karten“ bedeutet, nach den fünf Karten, die man auf die Hand bekommt, und das unterschiedlich geschrieben wird: Fünfkart (Hochdeutsch), Fiefkarten; Fiefkaart, Fiefkort oder Fiefander (holsteinisch). Auf Plattdeutsch hieß es Fiefkaart oder Fiefkartl; auf mecklenburgisch Fiefkoort. In Holstein hieß das Spiel Fiefkaart oder Fiefander. Obwohl Bester Bube in der Literatur manchmal mit „Fünfkart“ gleichgesetzt wird, könnte Letzteres der Vorläufer von Bester Bube gewesen sein, das ohne die beiden oberen Buben gespielt wurde. Daher berichtet Seelmann in seinem Kommentar zu Reuters Werk De Reis’ nah Konstantinopel von 1867, dass Fünfkart meist Fiefkort mit'n besten Buren genannt wurde.
Ein dritter Name, der manchmal mit dem Besten Bube gleichgesetzt wird, bezieht sich auf den Flush oder die Sequenz, die manchmal im Spiel punktet; dazu gehören Lenter (Ostfrieslandn); Lenterspiel (Niederdeutsch); Lanterlu, Lanturlu oder Lanterlui (niederländisch). Letzteres ist eindeutig mit dem englischen Namen des Spiels Lanterloo verwandt. Lenter wird von Schütze (1800) mit Bester Buur gleichgesetzt, war aber auch ein eigenständiges Spiel.

## Geschichte
Das Spiel ist im 18. und 19. Jahrhundert in deutschen und niederländischen Spielkompendien und Wörterbüchern erwähnt und taucht bereits 1777 in einer Verordnung der Stadt Hildesheim in Niedersachsen auf, die unter der Autorität des Königs von Großbritannien und des Kurfürstentums Hannover erlassen wurde und Glücksspiele regelte. Darin hieß es, dass „das Karten-Spiel an vielen Orten sehr hoch getrieben, und insonderheit das Spiel, welches der beste Bauer oder fünf Karten fünf Pfennig genannt wird, zu fünf Groschen gespielt, und das sogenannte Beet bis zum höchsten zugelassen … So ist hiemt Unser gnädigster Befehl, daß überhaupt be keinem Karten-Spiele, es habe Namen, wie es wolle, höher, als zu 4 Pfennig gespielt werden solle…“ Darüber hinaus „das Spiel aber der beste Bauer genannt, soll niemals höher als 5 Karten 5 Pfennig gespielt werden, auch das Beet über 3 Beete niemals steigen.“
Das Spiel wird auch 1781 in einem niederdeutschen Wörterbuch erwähnt, wo es mit dem „Lenter-Spiel“ gleichgesetzt wird, und 1785 als „Bestebauer-Spiel“, ein Spiel mit seinen Anhängern in Göttingen. 1802 wird es im Holsteinischen Idiotikon als „Volkskartenspiel“ erwähnt, sowohl als „Lenter“ als auch als „Besten Buur“, und „buuren“ wird beschrieben als „sie spielen das Kartenspiel: besten Bauren [sic], in welchem der Spadenbuur, Pique Bauer [„Pik-Bube“] (auch figürlich ein tölpischer Mensch) die Hauptkarte, die alle sticht, ist.“ Es wird auch 1808 in Das neue königliche l’Hombre als „Bester Bube“ erwähnt. und 1836 wurde Fünfkart als ein Spiel beschrieben, das von den unteren Klassen in Mecklenburg gespielt wurde, ausschließlich mit dem französischen Blatt, neben Dreikart, Schafskopf und Solo, während die Würdenträger Whist, Boston, Ombre, Pharo und seltener auch Solo spielten.
1853 nahm Von Alvensleben Besten Bube in seine 1853 erschienene Encyclopädie der Spiele auf. In der Ausgabe von 1905 von Meyers Großes Konversations-Lexikon ist es noch aktuell, aber 1950 scheint es in Ungnade gefallen zu sein, da es damals von Culbertson und Hoyle als „ein veraltetes Kartenspiel ähnlich wie Loo“ beschrieben wurde. Der Spieleforscher David Parlett hat es in sein 2008 erschienenes Book of Card Games aufgenommen, räumt aber ein, dass es „ausgestorben ist“.
Es scheint sich um ein regionales Spiel zu handeln: Parlett vermutet, dass es im Süden und Westen Deutschlands gespielt wurde, aber es ist auch in Norddeutschland belegt, beispielsweise in der Gegend von Celle in Niedersachsen und in Hamburg wo es auch als „Bester Buern“ oder „Bester Buur“ bekannt gewesen zu sein scheint. Seine Spielregeln wurden erstmals 1808 in Dem neuen königlichen l'Hombre aufgezeichnet und erscheinen dann 1810 in einem niederländischen Kartenspielhandbuch als „Beste Boer“ oder „Lanterlu“, und anschließend 1828 und 1844 als „Beste Boeren“ oder „Lanterlui“. Das Spiel war im ostfriesischen Dialekt als „Lenter“ bekannt, was sich auch auf den Besitz von fünf Trümpfen im Spiel bezog, das auch ein „Bauerchen“ genannt wurde, oder es könnte auch die fünf obersten Trümpfe bedeuten. Lenter wurde mit dem englischen Lanterloo oder Lanteraloo und dem niederländischen Lanterlu oder Lanturlu gleichgesetzt, und das Holsteinische Idiotikon von 1800 gibt ebenfalls an, dass der Pik-Bower der höchste Trumpf war. Dies deutet darauf hin, dass es in den frühesten Regeln nur eine ständige oberste Trumpfkarte gab, im Gegensatz zu den späteren Regeln, die zwei variable Trumpfkarten und komplexere Regeln einführen.
Bester Bube könnte mit dem Juckerspiel und damit auch mit Euchre verwandt sein. Letzteres wurde von Parlett als „gekennzeichnet durch die Beförderung zweier Buben in die oberste Position als rechter und linker Bower, ein Merkmal, das in westdeutschen Spielen des späten 18. und frühen 19. Jahrhunderts wie Réunion, Bester Bube und Kontraspiel verschiedentlich vertreten oder parallelisiert wurde.“
Bester Bube (früher auch „Bester Buur“ oder „Bester Bauer“) ist nach seiner höchsten Karte benannt, ursprünglich dem Pik-Bube, später jedoch dem Trumpf-Bube. Der zweithöchste Trumpf, wenn so einen gibt, ist der Bube der gleichen Farbe, der „Unterbube“ („Unterbube“) oder „Nebenbube“.

## Beste Boer (Niederlande, 1810)
Die niederländischen Regeln für „Beste Boer oder Lanterlu“ erschienen erstmals 1810. Sie unterscheiden sich vom englischen Lanterloo dadurch, dass der höchste Trumpf nicht als Kreuz-Bube („Pam“) festgelegt ist, sondern von der Trumpffarbe abhängt, der Bube derselben Farbe der zweite Trumpf ist und Flushes keine besondere Rolle spielen. Das Trumpf-Ass ist nicht geschützt, und die Strafzahlungen sind nicht festgelegt, sondern steigend. Trotz des alternativen Namens Lanterlu werden Flushes nicht erwähnt, wie in den späteren Regeln weiter unten.

### Vorbereitungen
Drei bis sechs Spieler verwenden ein verkürztes Kartenspiel mit 32 Karten des französischen Blatts (AKQJ10987). Bei der Trumpffarbe ist der Trumpfbube („Troef-Boer“) die höchste Karte, gefolgt vom zweiten Buben („Tweede Boer“), also dem Buben der gleichen Farbe. Der Kartengeber setzt 5 Spielmarken in den Pot, gibt eine Runde mit jeweils 3 Karten, gefolgt von einer Runde mit jeweils 2 Karten und deckt die nächste Runde mit Trumpf ab. Beginnend mit der Vorhand können die Spieler abwechselnd entweder aussteigen oder eine beliebige Anzahl von Handkarten mit dem Talon tauschen und mitspielen. Es können zwei Tauschrunden stattfinden. Die Trumpfkarte gehört dem Geber, der im Gegenzug eine Karte ablegt.

### Spielverlauf
Vorhand muss den Trumpfbuben ausspielen, falls er ihn hat; andernfalls einen beliebigen Trumpf. Hat Vorhand keine Trümpfe, spielt sie eine beliebige Karte verdeckt aus und sagt „Trumpf“. Hat außer Hinterhand ein anderer Spieler den Trumpfbuben, muss dieser zum ersten Stich ausgespielt werden. Hinterhand allein darf ihn behalten, wenn er den ersten Stich mit einem niedrigeren Trumpf machen kann. Der „zweite Bube“ muss zum zweiten Stich ausgespielt werden. Auch Hinterhand darf ihn behalten, wenn er den Stich mit einer anderen Karte stechen kann. Spieler können jede beliebige Karte in die verbleibenden Stiche spielen. Es ist unklar, ob dies bedeutet, dass Spieler jede beliebige Karte ausspielen dürfen, aber Farbe bedienen müssen, wenn möglich, oder ob sie jede beliebige Karte spielen dürfen, ohne bedienen zu müssen. Parlett präzisiert Letzteres.

### Gewinnen
Jeder Stich bringt 1⁄5 des Pots ein. Jeder Spieler, der keinen Stich macht, wird zum Bête und muss den Betrag zahlen, der im Pot ist. Der Pot wird jedoch nicht immer verdoppelt; stattdessen erhöht sich der Bête jedes Mal um 5. Wenn ein Bête gemacht wird, können die Spieler passen (aussteigen), indem sie ihre Karten ablegen; ansonsten müssen alle mitspielen.

## Lanterlui (Niederlande, 1828)
1828 erschienen ausführlichere Regeln für „Lanterlui oder Beste Boeren“, in denen auch Flushes vorkommen. Alle Regeln sind wie bei „Beste Boer“, mit den folgenden Ausnahmen.

### Vorbereitungen
Bis zu sieben dürfen spielen, am häufigsten sind jedoch fünf. Es wird ein volles Kartenspiel mit 52 Karten verwendet, aber die 2er und 3er können weggelassen werden, wenn weniger als sechs spielen. Der Trumpf-Bube wird nun „Beste Boer“ genannt. Das erste Spiel und jedes mit nur einem Pot (5 Spielmarken) ist ein „Muss“ (Moet), und alle müssen spielen. In manchen Kreisen muss ein Muss gespielt werden, wenn ein einfacher oder doppelter Pot vorhanden ist. Wenn alle passen, gewinnt der Geber den Pot, es sei denn, ein Spieler, der nun gepasst hat, entscheidet sich, gegen den Geber anzutreten. Die Spieler können auch vereinbaren, dass im ersten Spiel nach einem Muss-Spiel der Spieler rechts vom Geber spielen muss, wenn alle anderen gepasst haben.

### Spiel
Bei zwei aktiven Spielern besteht keine Verpflichtung, die ersten beiden Stiche mit Trumpf zu spielen. Ansonsten gilt das Gleiche wie zuvor. Spieler müssen jedoch, wenn möglich, Farbe bedienen.

### Gewinn
Die wichtigste Änderung besteht darin, dass ein Spieler mit einem Fünf-Karten-Flush ein „Lanterlui“ hat und ohne Spiel gewinnt. Im seltenen Fall, dass zwei Spieler ein Lanterlui haben, gewinnt der höchste, und Trumpf hat mehr Wert als eine Nebenfarbe. Im Muss-Spiel wird das „Lanterlui“ sofort aufgedeckt, und der Spieler, der es hält, gewinnt den Pot. Alle anderen sind Bête und zahlen 5 Marken in den nächsten Pot. Wenn es kein Muss ist, darf der Spieler passen und anschließend den Pot ziehen. Wer passt, zahlt 5 Spielmarken in den nächsten Pot, wer mitspielt, zahlt den gleichen Betrag, der im Pot war. Ein Spieler, der durch Tauschen ein „Lanterlui“ macht, erhält nur den Inhalt des Pots, es gibt keine Bêtes. In manchen Kreisen zählt ein Flush mit vier Karten als „Lanterlui“, wenn er nicht von einem Flush mit fünf Karten geschlagen wird.

## Bester Bube (Sachsen, 19. Jahrhundert)
Das deutsche Spiel Bester Bube ähnelt stark dem frühen niederländischen Beste Boer, da es kein Äquivalent zum Lanterlui gibt. Die ersten Regeln stammen aus dem Jahr 1808, die folgenden Regeln basieren jedoch auf einer ausführlicheren Beschreibung von Alvensleben (1853).
Es wird von 3 bis 6 Spielern mit 32 Karten eines Piquetspiels, also mit dem französischen Blatt, gespielt. Die folgenden Regeln basieren auf von Alvensleben. In der Trumpffarbe haben die Karten folgende Rangfolge: Bester Bube, Nebenbube, Ass, König, Dame, Zehn, Neun, Acht, Sieben; und in den übrigen Farben: Ass, König, Dame, (Bube), Zehn, Neun, Acht, Sieben.

### Vorbereitungen
Wer die niedrigste Karte vom Stapel zieht, wird der erste Kartengeber. Er setzt fünf Marken in den Pot, mischt die Karten, lässt links abheben und gibt rechts herum jedem fünf Karten, erst drei, dann zwei. Die nächste Karte wird als Trumpf aufgedeckt.
„Muss-Spiel“ Stehen Bête, so darf jeder passen, auf einen bloßen Kartenstamm müssen indes Alle mitgehen (Muss-Spiel).
„Kaufen“. Vorhand, der Spieler rechts vom Geber, tauscht beliebig viele Karten mit dem Talon. Das gleiche Recht steht jedem Nächstfolgenden zu. Jeder kann zweimal kaufen, so lange noch Karten im Talon sind. Ist zweimal herumgekauft worden, so wird der übrige Talon beiseite gelegt. Die Trumpfkarte gehört offen dem Geber, der vor er sie aufnimmt wie die anderen kaufen kann. Daher ist es ein großer Vorteil, Geber zu sein.

### Spielverlauf
Die Spieler müssen, wenn möglich, Farbe bedienen; ansonsten können sie jede beliebige Karte spielen. Für die ersten beiden Stiche gelten folgende zusätzliche Regeln:
- Erster Stich. Vorhand muss mit dem Besten Bube oder, falls dieser nicht vorhanden ist, mit einer anderen Trumpfkarte ausspielen. Fehlen beide Karten, darf Vorhand eine beliebige Karte verdeckt ausspielen und „Trumpf!“ ansagen. Hat ein anderer Spieler den Besten Bube, muss dieser zum ersten Stich ausgespielt werden, mit Ausnahme von Hinterhand (dem Geber), der das Recht hat, ihn zu behalten, sofern er den Stich mit einer anderen Trumpfkarte gewinnen kann.

- Zweiter Stich. Der Gewinner des ersten Stichs muss einen Trumpf in gleicher Weise zum zweiten Stich ausspielen.[31] Wer den Unterbube (die Karte mit der gleichen Farbe wie der Trumpfbube) hält, muss ihn spielen. Der Geber darf ihn zurückhalten, wenn er den Stich mit einem anderen Trumpf gewinnen kann.[34]

Beim dritten, vierten und fünften Stich darf der Gewinner des vorherigen Stichs eine beliebige Karte ausspielen.

### Gewinnen
Die Spieler erhalten eine Marke für jeden Stich. Ein Spieler, der keinen Stich gewinnt, ist Bête und muss eine Strafe in Höhe des Pot-Inhalts zahlen. Alle Bêtes werden auf einmal eingezahlt. Wird der Pot jedoch zu groß, kann vereinbart werden, dass sie in aufeinanderfolgenden Runden ausgezahlt werden. Spieler dürfen passen, wenn sich ein Bête im Pool befindet, aber alle müssen spielen, wenn nur der Grundeinsatz vorhanden ist.